# Novi Tereșkî, Krasîliv
Novi Tereșkî (în ucraineană Нові Терешки) este un sat în comuna Tereșkî din raionul Krasîliv, regiunea Hmelnîțkîi, Ucraina.

## Demografie
Componența lingvistică a localității Novi Tereșkî
     Ucraineană (100%)
Conform recensământului din 2001, toată populația localității Novi Tereșkî era vorbitoare de ucraineană (100%).